# Poznańskie Towarzystwo Wioślarzy Tryton

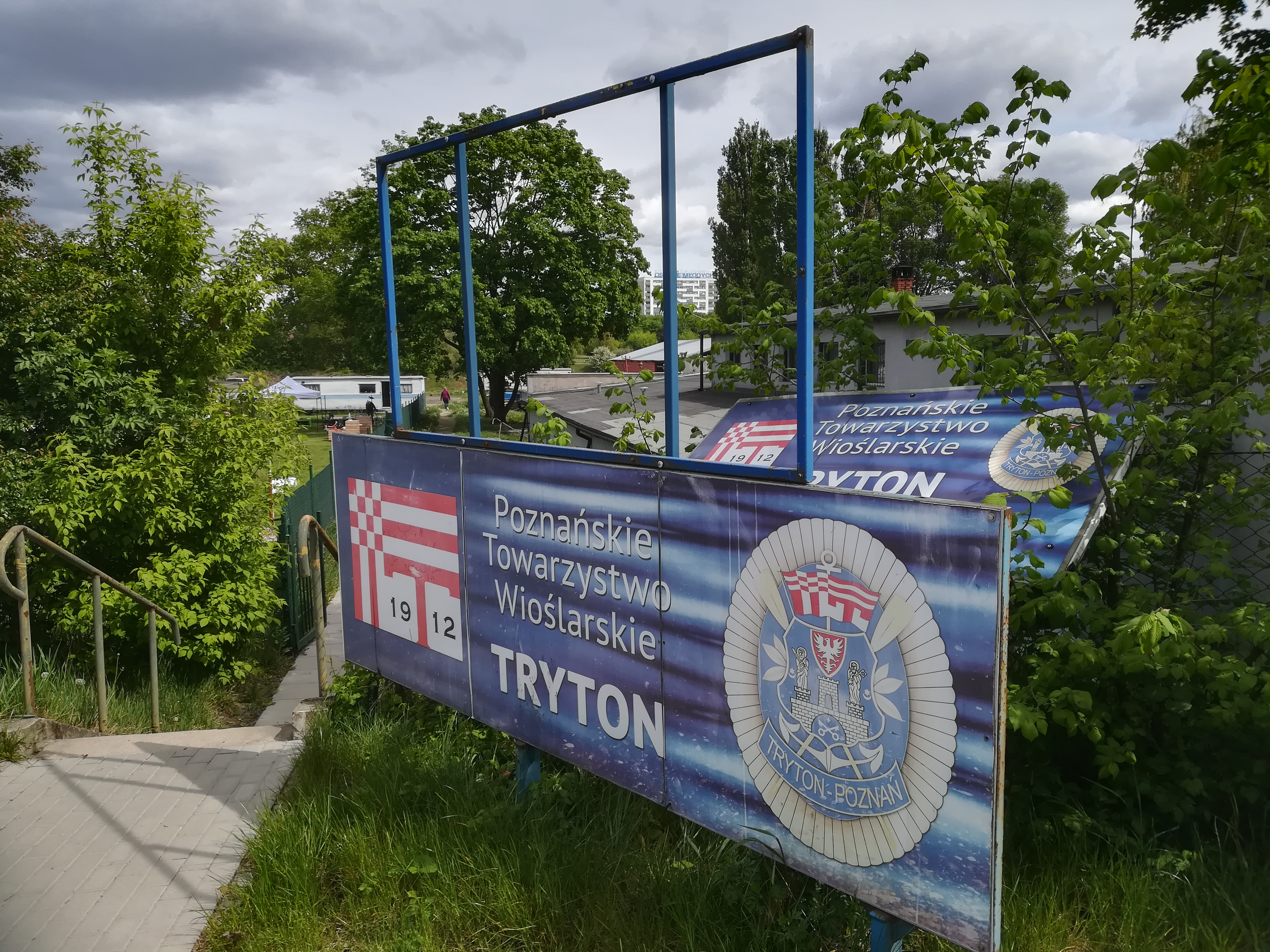
Siedziba klubu nad Wartą

Poznańskie Towarzystwo Wioślarzy „Tryton” (nazywany też: PTW Tryton Poznań) – towarzystwo wioślarskie powstałe w 1912 r. na terenie Poznania. Członek założyciel Polskiego Związku Towarzystw Wioślarskich.

## Historia Klubu

### Okres pod zaborem pruskim
Założycielem PTW Tryton był Franciszek Budzyński, jeden z późniejszych przywódców powstania wielkopolskiego. Był on wioślarzem KW 04 w Poznaniu, a zarazem instruktorem trenującym młodych zawodników tego klubu. Budzyński wdał się w gwałtowną kłótnię z działaczem KW 04, który ingerował w szkolenie, co skończyło się grożeniem działaczowi toporkiem. Zarząd KW 04, usunął krewkiego instruktora, który wraz z kilkunastoma innymi polskimi wioślarzami utworzył w dniu 1 kwietnia 1912 roku Poznański Klub Wioślarzy „Tryton”, który już po roku zmienił nazwę na Poznańskie Towarzystwo Wioślarzy „Tryton”. Pierwszym Prezesem Zarządu został sam Budzyński, który wkrótce pozyskał finansowanie Towarzystwa i wzniósł szałas na łodzie na gruncie dzierżawionym w sąsiedztwie łazienek rzecznych. Wkrótce za sprawą Budzyńskiego Tryton nabył w sąsiedztwie klubu KW 04 grunt,  na którym można było postawić własną przystań. 
Tryton, będąc klubem bardziej egalitarnym, niż sąsiedni KW 04, szybko zyskiwał wśród poznańskich Polaków licznych członków. Pozyskiwane w ten sposób fundusze, pozwoliły Zarządowi Towarzystwa na regularne dokupowanie kolejnych łodzi wioślarskich, m.in. nabyte zostały dwie ósemki wyścigowe, których nie posiadały wtedy nawet znacznie bogatsze i liczniejsze kluby niemieckie (Posener Ruderverein „Germania” oraz Ruderclub Neptun). W roku 1914 Tryton wziął udział w regatach międzynarodowych w Warszawie, w których uczestniczyły kluby z Warszawy, Pragi i Krakowa. 
Rozwój  Towarzystwa wstrzymała I wojna światowa. Większość wioślarzy powołanych została do armii Niemieckiej, a Warta została zamknięta dla ruchu wodnego. Działalność sportowa ruszyła jednak w Trytonie już w 1916 roku, pomimo trwania wojny. Towarzystwo urządzało patriotyczne uroczystości i dbało o morale polskiej społeczności Poznania. W chwili wybuchu Powstania Wielkopolskiego, w szeregi powstańców wstąpiła większość członków Trytona. Prezes Budzyński osobiście kierował atakiem na Arsenał na Wielkich Garbarach w Poznaniu.

### Dwudziestolecie międzywojenne
Po odzyskaniu przez Polskę niepodległości, PTW Tryton był jednym z trzynastu polskich klubów – założycieli Polskiego Związku Towarzystw Wioślarskich. Lata 20. to okres największego rozwoju klubu. Ówczesny Prezes, Maksymilian Stürmer, zatrudniał zagranicznych trenerów, w tym znakomitego skifistę z Wiednia, Reisengera. W roku 1924 klub wybudował nową, dużą przystań z salą do zebrań towarzyskich, a następnie – jako pierwszy klub w Poznaniu – kryty basen wioślarski do ćwiczenia zimą. Klub organizował w tamtym czasie poznańskie obchody wianków, co pozwalało uzyskiwać znaczne, dodatkowe dochody. Organizowane były też słynne w Poznaniu karnawałowe „Trytońskie Bale Wioślarskie”, na których każdorazowo bawiło się do 1000 poznaniaków. 
Okres świetności klubu przerwał kryzys gospodarczy początku lat 30. i rosnące bezrobocie. Pomimo spadku dochodów oraz uszczuplenia składu osobowego klubu o ponad połowę, Trytonowi udało się w 1932 roku wyremontować hangar na łodzie i otrzymać w bezpłatne użytkowanie motorówkę. Kryzys miał jednak wpływ na znaczące pogorszenie wyników sportowych w drugiej połowie lat 30. Działania wojenne wstrzymały działalność klubu. 

### Okres po II wojnie
Niemcy całkowicie zniszczyli przystań, a sprzęt został rozgrabiony. Zawodnicy, którzy przeżyli wojnę, działalność sportową wznowili na przystani Polonii Poznań, która nie została zburzona. Od razu też rozpoczęli odbudowę przystani Trytona. Szałas na łodzie udało się ukończyć w czerwcu 1948 roku. Równocześnie w klubie rozpoczęło działać koło sportowe pań, którego przed wojną w Trytonie nie było. 
W roku 1950 komunistyczne władze nakazały klubowi wstąpić do Związkowego Klubu Sportowego Budowlani – jako sekcja wioślarska „Tryton”. W związku z brakiem łodzi wyczynowych, Tryton nie mógł osiągnąć dobrych wyników sportowych i koncentrował się głównie na turystyce wioślarskiej. Pozytywem tego okresu było przebudowanie basenu wioślarskiego, który z jednostronnego zmieniony został na dwustronny. Pomimo trudności, w klubie trwało sportowe szkolenie młodzieży.
Przełom nastąpił w drugiej połowie lat 50. W grudniu 1956 udało się odzyskać niezależność klubu (reaktywując Towarzystwo). Tryton nabył wyczynowe łodzie, a szkolenie młodzieży w końcu zaczęło przynosić efekty. Objawił się talent przyszłego olimpijczyka, Eugeniusza Kubiaka. W roku 1958 klub wstąpił do Związkowej Federacji Sportowej Budowlani, co pozwalało zdobywać fundusze na działalność. Lata 60. to pierwsze powojenne medale na Mistrzostwach Polski i rozpoczęcie rozbudowy przystani. Towarzyszyła temu wzmożona praca z juniorami, którzy pod koniec tej dekady zaczęli odgrywać jedną z wiodących ról na polskiej scenie rywalizacji sportowej i niewiele gorsze wyniki w rywalizacji seniorów. 
Działalność Trytona w latach 70. i 80. to postępujący regres. Zawodnicy wciąż odnosili pewne sukcesy, ich liczba jednak stale malała, co wynikało m.in. z pogarszających się warunków technicznych przystani, która podtapiana była przez Wartę. Doprowadziło to w 1982 roku do odejścia części zawodników i trenera Aleksandra Wojciechowskiego do AZS AWF Poznań. Klub zmuszony do wydatków na remonty budynków przystani, nie miał środków nawet na wyjazdy na zawody. Przemiany ustrojowe roku 1989, zastały PTW Tryton w bardzo złej sytuacji. Brak było nie tylko funduszy, ale też przyzwoitego sprzętu. Sytuację pogorszył pożar w 1991 roku. 
Sytuację zmieniła się radykalnie na początku XXI wieku. Polepszająca się sytuacja finansowa klubu, sprawni nowi działacze, ale przede wszystkim zatrudnienie w roku 2000 trenera Marcina Witkowskiego, skutkowały szeregiem największych w historii Trytona sukcesów – najpierw medalami na mistrzostwach świata juniorów, a następnie młodzieżowców i seniorów oraz w czempionacie europejskim. Wreszcie, w roku 2012, gdy klub obchodził stulecie swojego istnienia, jego zawodniczka, Julia Michalska zdobyła medal na Igrzyskach Olimpijskich w Londynie.

## Galeria zdjęć

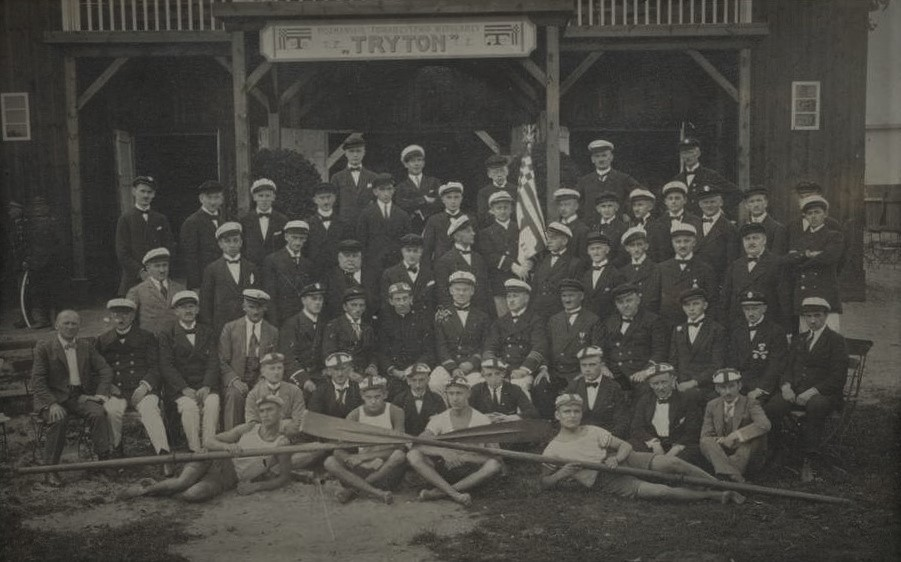
Zdjęcie grupowe przed przystanią (przed 1918)
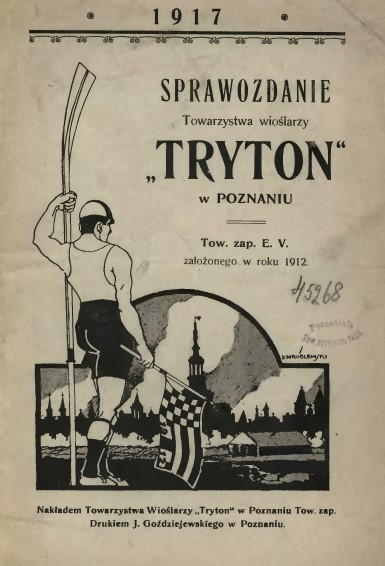
Sprawozdanie klubu za 1917
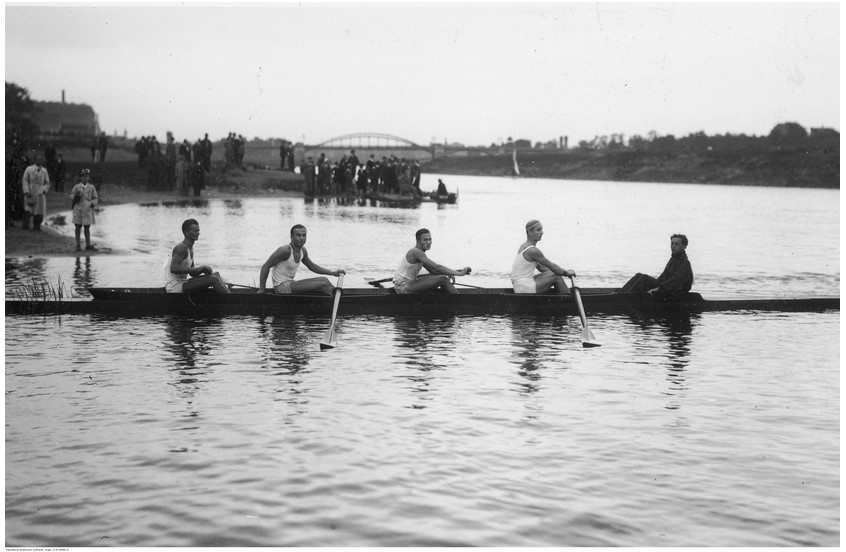
Klubowa czwórka ze sternikiem w 1934
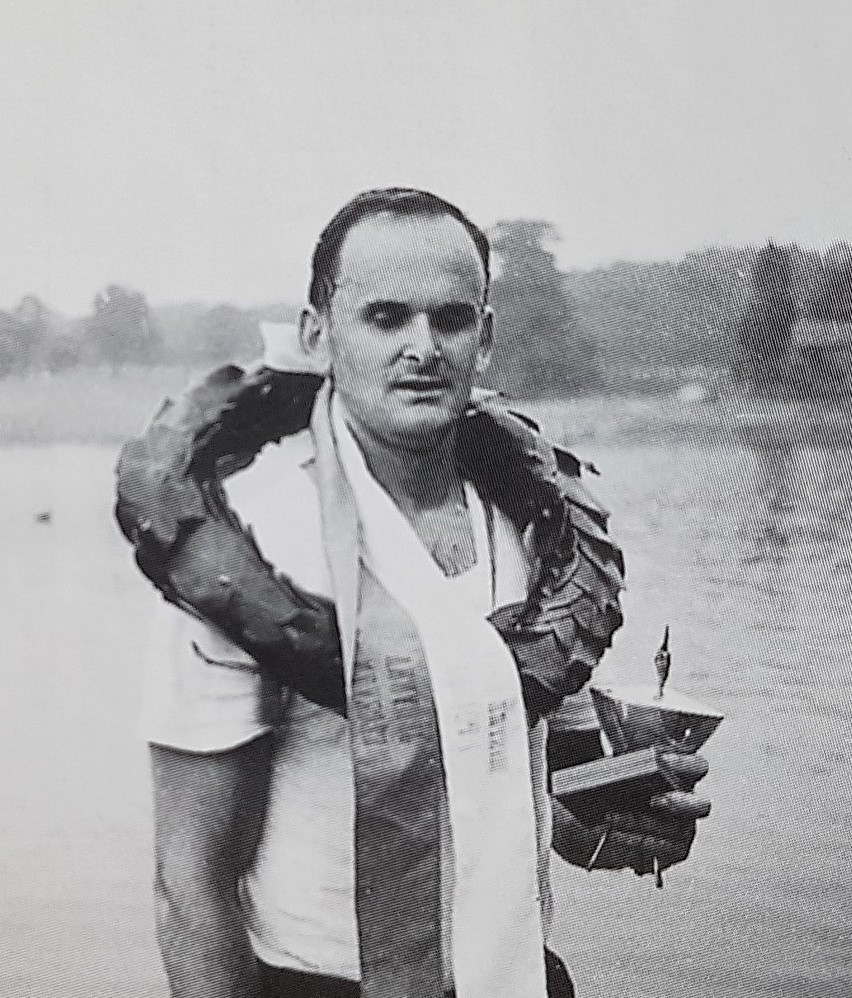
Eugeniusz Kubiak - olimpijczyk z Tokio

## Wyniki sportowe
W toku ponad stuletniej historii, PTW Tryton miał kilka okresów sukcesów, które przeplatały się z latami posuchy. 

### Osiągnięcia przedwojenne
Przed II wojną światową zawodnicy PTW Tryton zdobyli tylko dwa tytuły Mistrza Polski. Było to jednak znaczącym osiągnięciem - w czasie mistrzostw PZTW tylko w niektórych rozgrywanych konkurencjach przyznawano tytuły Mistrzów Polski, a konkurencji było dużo mniej niż obecnie. Oficjalne tytuły Mistrza Polski przyznawano ponadto tylko w rywalizacji seniorów. Przykładowo w roku 1920 tytuł ten przyznano tylko zwycięzcom biegu ósemek i czwórek ze sternikiem, a w 1928 - jedynie w pięciu konkurencjach. Pierwsze Mistrzostwo Polski dla Trytona zdobyła czwórka bez sternika w składzie: M. Keller, R. Kostka, J. Młodyszewski, L. Olszewski. Drugi tytuł zdobyli zawodnicy na dwójce podwójnej w 1930 roku: A. Włodarczyk i M. Radzimski. Dodatkowo w 1929 roku osada Trytona A. Włodarczyk, R. Kostka wygrała w wyścigu o Mistrzostwo Polski w kategorii dwójek podwójnych - jednak formalnie tytuł mistrzowski przyznany został drugiej na mecie osadzie (zwycięstwo premiowane było "jedynie" zakwalifikowaniem się do Mistrzostw Europy). 
W rywalizacji międzynarodowej w roku 1929 dwie osady Trytona (dwójka podwójna i czwórka ze sternikiem) reprezentowały Polskę na Mistrzostwach Europy w Bydgoszczy. Dwójka zajęła piąte miejsce, a czwórka nie przebrnęła przedbiegu. Na Mistrzostwach Europy w Liège w kolejnym roku dwójka podwójna odpadła w półfinale.  
W rywalizacji sportowej PZTW, Tryton uczestniczył od roku 1920. W dwudziestoleciu międzywojennym, w poszczególnych latach uzyskał następujące wyniki w klasyfikacji klubowej (dane według tabel punktacyjnych PZTW za poszczególne lata - podane zostało miejsce i ilość klubów, które zdobyły w regatach punkty i  oficjalnie je sklasyfikowano):
- w 1925 - 4 miejsce na 12 klubów[6],
- w 1926 - 5 miejsce na 14 klubów[6],
- w 1927 - 4 miejsce na 15 klubów[6],
- w 1928 - 7 miejsce na 13 klubów[7],
- w 1929 - 3 miejsce na 19 klubów[7],
- w 1930 - 8 miejsce na 22 kluby[8],
- w 1931 - 14 miejsce  na 27 klubów[9],
- w 1932 - 15 miejsce  na 27 klubów[10],
- w 1933 - 8 miejsce  na 42 kluby[11],
- w 1934 - 14 miejsce  na 41 klubów[12],
- w 1935 - 17 miejsce  na 46 klubów[13],
- w 1936 klub nie został sklasyfikowany[14],
- w 1937 - 31 miejsce na 41 klubów[15],
- w 1938 - 25 miejsce  na 44 kluby[16],
- w 1939 klub nie został sklasyfikowany[17].

Warto jednak zauważyć, iż wiele klubów w rywalizacji tej nie uczestniczyło lub nie zdołało w danym roku zdobyć punktów.

### Osiągnięcia powojenne
Według punktacji Polskiego Związku Towarzystw Wioślarskich, klub w ostatnich latach zajął następujące miejsca w klasyfikacji drużynowej: 
- w roku 1999 – 25 miejsce na 32 sklasyfikowane kluby[18],
- w roku 2000 – 30 miejsce na 33 sklasyfikowane kluby[18],
- w roku 2001 – 28 miejsce na 33 sklasyfikowane kluby[18],
- w roku 2002 – 27 miejsce na 33 sklasyfikowane kluby[18],
- w roku 2003 – 27 miejsce na 34 sklasyfikowane kluby[18],
- w roku 2004 – 23 miejsce na 34 sklasyfikowane kluby[18],
- w roku 2005 – 20 miejsce na 36 sklasyfikowanych klubów[18],
- w roku 2006 – 15 miejsce na 34 sklasyfikowane kluby[18],
- w roku 2007 – 19 miejsce na 35 sklasyfikowanych klubów[18],
- w roku 2008 – 13 miejsce na 37 sklasyfikowanych klubów[18],
- w roku 2009 – 15 miejsce na 38 sklasyfikowanych klubów[18],
- w roku 2010 – 24 miejsce na 37 sklasyfikowanych klubów[18],
- w roku 2011 – 14 miejsce na 35 sklasyfikowanych klubów[18],
- w roku 2012 – 17 miejsce na 35 sklasyfikowanych klubów[18],
- w roku 2013 – 23 miejsce na 38 sklasyfikowanych klubów[18],
- w roku 2014 – 16 miejsce na 36 sklasyfikowanych klubów[19],
- w roku 2015 – 19 miejsce na 38 sklasyfikowanych klubów[20],
- w roku 2016 – 22 miejsce na 37 sklasyfikowanych klubów[21],
- w roku 2017 – 30 miejsce na 35 sklasyfikowanych klubów[22],
- w roku 2018 – 29 miejsce na 36 sklasyfikowanych klubów[23],
- w roku 2019 – 22 miejsce na 38 sklasyfikowanych klubów[24].

### Najwybitniejsi zawodnicy
W okresie powojennym, najwybitniejszymi zawodnikami PTW Tryton byli:
Julia Michalska – wychowanka klubu, najbardziej utytułowana zawodniczka w jego historii. Odniosła następujące sukcesy:
- 2012 –  Igrzyska Olimpijskie w Londynie – dwójka podwójna –  brązowy medal,
- 2009 – Mistrzostwa Świata Seniorów, Poznań – dwójka podwójna –  złoty medal,
- 2010 – Mistrzostwa Europy Seniorów, Montemor-o-Velho – dwójka podwójna –  srebrny medal,
- 2010 – Mistrzostwa Świata Seniorów, Karapiro – dwójka podwójna –  brązowy medal,
- 2008 – Igrzyska Olimpijskie w Pekinie – jedynka – VI miejsce,
- 2006 – Młodzieżowe Mistrzostwa Świata, Hazewinkel – jedynka –  złoty medal,
- 2005 – Młodzieżowe Mistrzostwa Świata, Amsterdam – jedynka –  srebrny medal,
- 2003 – Mistrzostwa Świata Juniorów, Ateny – jedynka –  złoty medal,
- 2004 – rekordzistka Polski na ergometrze wioślarskim w wadze lekkiej kobiet,
- czternastokrotna mistrzyni kraju.

Magdalena Fularczyk – (wychowanka Wisły Grudziądz) w czasie przynależności do Trytona odniosła następujące sukcesy:
- 2009 – Mistrzostwa Świata Seniorów, Poznań – dwójka podwójna –  złoty medal,
- 2010 – Mistrzostwa Europy Seniorów, Montemor-o-Velho – dwójka podwójna –  srebrny medal,
- 2008 – Mistrzostwa Europy Seniorów, Ateny – dwójka podwójna –  srebrny medal,
- 2010 – Mistrzostwa Świata Seniorów, Karapiro – dwójka podwójna –  brązowy medal,
- 2007 – Młodzieżowe Mistrzostwa Świata, Glasgow – dwójka podwójna –  brązowy medal,
- 2008 – Młodzieżowe Mistrzostwa Świata, Brandenburg – dwójka podwójna –  brązowy medal,
- 2008 – Akademickie Mistrzostwa Świata, Belgrad – dwójka podwójna –  złoty medal,
- wielokrotna mistrzyni kraju.
- na Igrzyskach Olimpijskich w Londynie w 2012 zdobyła z Julią Michalską brązowy medal, jednak M. Fularczyk była już wtedy zawodniczką LOTTO-Bydgostii Bydgoszcz, w barwach tego klubu została też mistrzynią olimpijską w roku 2016.

Eugeniusz Kubiak był pierwszym olimpijczykiem w historii Towarzystwa. Jego sukcesy to: 
- 1964 –  Igrzyska Olimpijskie w Tokio – jedynki – odpadł w repasażach,
- 1966 – Mistrzostwa Świata, Bled – jedynki – VIII miejsce,
- 1965 – Mistrzostwa Europy, Duisburg – jedynki – IV miejsce,
- 1963 – Mistrzostwa Europy, Kopenhaga – jedynki – V miejsce,
- 1964 – Mistrzostwa Europy, Amsterdam  – jedynki – V miejsce,
- wielokrotny mistrz kraju.

Dawid Kubiak – wieloletni reprezentant Polski. Jego sukcesy to:
- 2004 – Mistrzostwa Świata Juniorów, Banyoles – dwójka podwójna –  srebrny medal,
- 2008 – Młodzieżowe Mistrzostwa Świata, Brandenburg – czwórka podwójna –  brązowy medal.

Ariana Borkowska – wychowanka klubu, wielokrotna reprezentantka Polski. Jej osiągnięcia:
- 2013 – Młodzieżowe Mistrzostwa Świata, Linz – czwórka podwójna –  srebrny medal,
- 2014 – Młodzieżowe Mistrzostwa Świata, Varese – czwórka podwójna –  srebrny medal.

Wiktor Chabel przez czas reprezentowania barw Trytona odniósł następujący sukces:
- 2011 – Mistrzostwa Europy, Płowdiw – czwórka podwójna –  brązowy medal.